# Піщівська сільська територіальна громада
Піщівська сільська громада — територіальна громада в Україні, у Звягельському районі Житомирської області. Адміністративний центр — село Піщів.

## Загальна інформація
Площа території — 193,7 км², кількість населення — 3 867 осіб (2020).
У 2018 році площа громади становила 192,5 км², кількість населення — 4 048 осіб.

## Населені пункти
До складу громади входять 11 сіл: Велика Деражня, Дублинки, Жеребилівка, Калинівка, Косенів, Крайня Деражня, Партизанське, Піщів, Повчине, Середня Деражня та Суховоля.

## Історія
Громада утворена 7 серпня 2017 року шляхом об'єднання Косенівської, Піщівської, Повчинської, Середньодеражнянської та Суховільської сільських рад Новоград-Волинського району.
Склад громади затверджено розпорядженням Кабінету Міністрів України № 711-р від 12 червня 2020 року «Про визначення адміністративних центрів та затвердження територій територіальних громад Житомирської області».
Відповідно до постанови Верховної Ради України від 17 червня 2020 року «Про утворення та ліквідацію районів», громада увійшла до складу новоствореного Новоград-Волинського (згодом — Звягельський) району Житомирської області.